# Hureae
Hureae — триба квіткових рослин родини молочайних (Euphorbiaceae).

## Поширення
Триба поширена у Центральній та Південній Америці.

## Роди
- Algernonia
- Hura
- Ophthalmoblapton
- Tetraplandra